# Methylmalonyl-CoA
Methylmalonyl-Coenzym A, kurz Methylmalonyl-CoA, ist eine organische chemische Verbindung. Sie ist ein Thioester – aus Coenzym A und Methylmalonsäure – sowie eine Carbonsäure. In der Biochemie wird auch das Anion der Carbonsäure als Methylmalonyl-CoA bezeichnet. Der Thioester tritt als Zwischenprodukt beim Abbau von Fettsäuren mit ungerader Anzahl von Kohlenstoff-Atomen sowie einiger Aminosäuren auf. Das beim Abbau von Methylmalonyl-CoA gebildete Produkt Succinyl-CoA entsteht im Metabolismus auch im Citratzyklus; die Reaktion mit Guanosindiphosphat (GDP) und freiem Phosphat wird von der Succinyl-CoA-Synthetase katalysiert und liefert das zum ATP analoge energiereiche Guanosintriphosphat (GTP).

## Bedeutung im Fettsäure- und Aminosäurenstoffwechsel

Methylmalonyl-CoA-Pfad

Methylmalonyl-CoA entsteht im Körper bei der Umwandlung von Propionyl-CoA, das aus Fettsäuren mit ungerader Anzahl von C-Atomen entsteht, in Succinyl-CoA, das im Citratzyklus weiterreagiert. Die Bildungsreaktion aus Propionyl-CoA wird durch die Propionyl-CoA-Carboxylase in einer Biotin-abhängigen Carboxylierung katalysiert. Es entsteht zunächst das D-Enantiomer. Die Methylmalonyl-CoA-Racemase katalysiert die Isomerisierung von D-Methylmalonyl-CoA zu L-Methylmalonyl-CoA. Dieses Zwischenprodukt wird durch die L-Methylmalonyl-CoA-Mutase zum Succinyl-CoA umgesetzt. Die Reaktion benötigt Vitamin-B12 als Kofaktor.
Beim Abbau einiger Aminosäuren wie Isoleucin, Valin, Methionin und Threonin entsteht ebenfalls Propionyl-CoA, das über den identischen Abbauweg wie bei Fettsäuren über Methylmalonyl-CoA zu Succinyl-CoA umgesetzt wird.
Des Weiteren kann Propionyl-CoA auch aus Propionsäure gebildet werden, welche Bakterien im Darm produzieren.

## Pathobiochemie

### Methylmalonazidurie
Mangel an L-Methylmalonyl-CoA-Mutase oder ausgeprägter Vitamin-B12-Mangel können zur Methylmalonazidurie führen, die über eine Akkumulation von Methylmalonyl-CoA zu toxischen Effekten führt. Unbehandelt kann die Erkrankung innerhalb kürzester Zeit zu schweren Schädigungen des Gehirns oder zum Tode führen.

### Kombinierte Malon- und Methylmalonazidurie (CMAMMA)
Bei der Stoffwechselkrankheit kombinierte Malon- und Methylmalonazidurie (CMAMMA) ist die Acyl-CoA-Synthetase-Familienmitglied 3 (ACSF3) reduziert, welche toxische Methylmalonsäure in Methylmalonyl-CoA umwandelt und sie damit dem Citratzyklus zuführt. Die Folge ist eine Akkumulation von Methylmalonsäure.